# Pequena Fiandeira Napolitana
Pequena Fiandeira Napolitana é um óleo sobre tela da autoria do pintor português Silva Porto. Pintado em 1877 e mede 96,5 cm de altura e 60,5 cm de largura.
A pintura pertence ao Museu do Chiado de Lisboa.

## Galeria

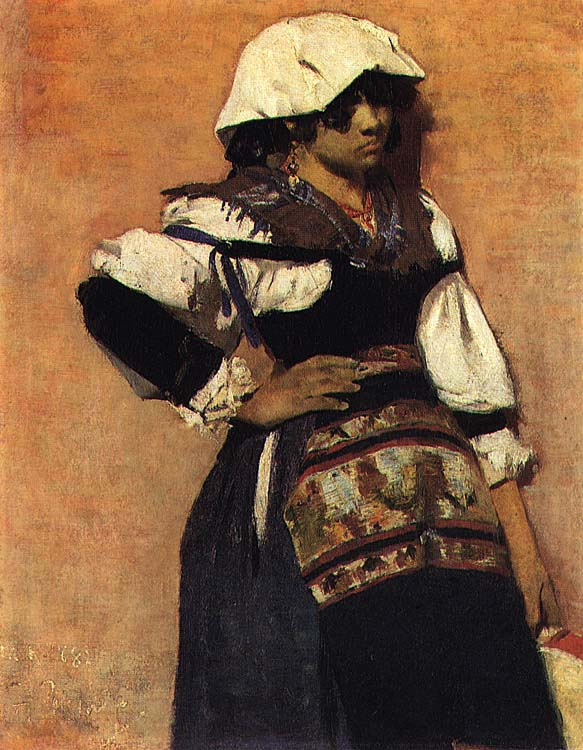
Napolitana (1882), de Henrique Pousão. Óleo sobre tela, no Museu Nacional de Soares dos Reis.